# سوق الحد (ولاية غليزان)
سوق الحد هي إحدى بلديات ولاية غليزان الجزائرية.والتي تتبع دائرة الرمكة تبلغ مساحة البلدية حوالي 50٫72 كم2 وبتعداد سكاني قدره 30 744 نسبة لإحصاء 2008م وتعد من أهم بلديات سلسلة جبال الونشريس وتتبوء موقعا جد إستراتيجي حيث تحدها بلدية أولاد بن عبد القادر ولاية الشلف  وولاية تيسمسيلت .
بحكم موقع البلدية المهم فإنها تضم العديد من الجبال وغطاء نباتي كثيف متمثل في غابات إضافة لإطلالها على سد سيدي يعقوب

## تاريخ

### تاريخ قديم
شهدت منطقة الونشريس توغل القوات الرومانية الت قمعت العديد من الثورات الواقعة في التل وعزمت على إنشاء خط دفاعي يسمى خط الليمس وبنيت لأجل ذلك العديد من الحصون والقلاع العسكرية لمراقبة القبائل البربرية ويعد قصر كبابة المتواجد حاليا بدوار أولاد حدو خير شاهد على تواجد الرومان بالمنطقة

### الإحتلال الفرنسي

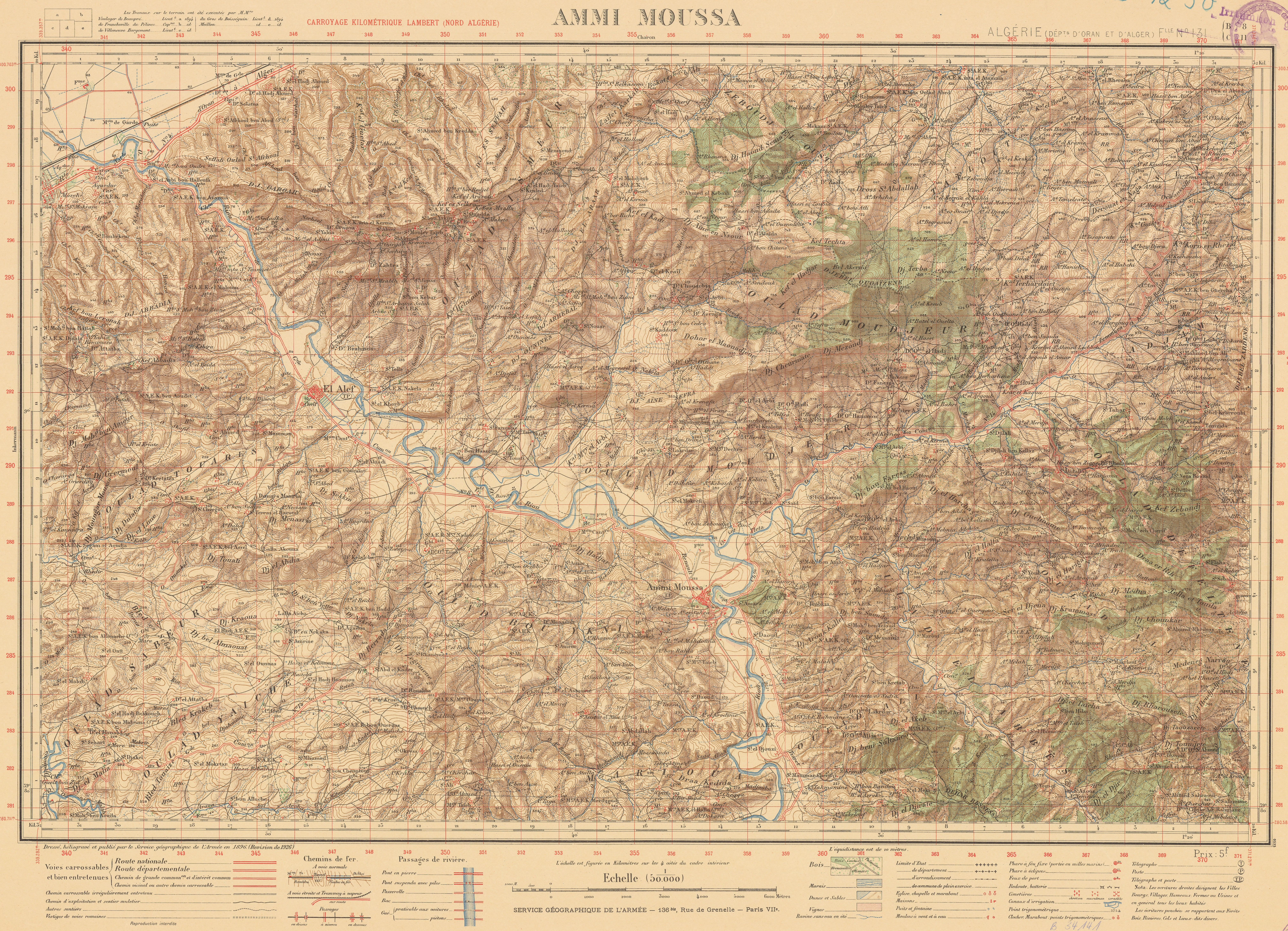
منطقة الونشريس الغربي عام 1896م

## العمران

### دواوير
تضم البلدية العديد من الدواوير أهمها:
- أولاد العربي
- أولاد القرارمة
- أولاد مصطفى
- رزايقية
- أولاد بوعلي
- أولاد سيدي يعقوب
- أولاد امحمد بن طيب
- أولاد أحمد
- أولاد عبد الله
- سي حنين
- سنسيغ
- أولاد سي عمار
- وضحة

## مواصلات
- الطريق الولائي رقم 14.

## معالم
- قصر كبابة

## وصلة خارجية
- بلديـة سوق الحد
- دليــل الجمـاعـات المحليـة